# Wolfgang Karius
Wolfgang Karius (* 4. Juni 1943 in Gummersbach) ist ein deutscher Kirchenmusiker.
Karius studierte an der Musikhochschule Köln Schulmusik und Kirchenmusik (A-Examen). Seine Lehrer waren Michael Schneider, Wolfgang Stockmeier und Hugo Ruf. Er ergänzte seine Studien bei Marie-Claire Alain und Jean Langlais in Paris, wo er auch Organist der Deutschen Kirche war.
Nach einer langjährigen Tätigkeit an der Friedenskirche in Köln-Mülheim wechselte er 1983 als Kantor der Annakirche nach Aachen, wo er außerdem die Leitung des Aachener Bachvereins übernahm. Am 30. Juni 2008 trat er in den Ruhestand. Sein Nachfolger dort ist Georg Hage.
Neben seiner Tätigkeit als Kirchenmusiker konzertierte er in fast allen europäischen Ländern, in Kanada, Israel und dem Libanon. Sein Wirken ist durch zahlreiche Tondokumente belegt (Erato, Schwann, Electrola). Für seine Leistungen wurde er von der Landeskirche mit dem Titel eines Kirchenmusikdirektors ausgezeichnet.